# Balete (Aklan)
Balete è una municipalità di quarta classe delle Filippine, situata nella Provincia di Aklan, nella Regione del Visayas Occidentale.
Balete è formata da 10 baranggay:
- Aranas
- Arcangel
- Calizo
- Cortes
- Feliciano
- Fulgencio
- Guanko
- Morales
- Oquendo
- Poblacion